# Sicurezza di funzionamento
La sicurezza di funzionamento di un sistema, che le norme UNI  descrivono come fidatezza, è la valutazione del livello di fiducia che può essere attribuito ad un sistema riguardo al suo buon funzionamento.
Può designare parecchie cose:
1. L'attitudine di un'entità (organizzazione, sistema, prodotto, mezzo, ecc.) da una parte a disporre di queste prestazioni funzionali (affidabilità, manutenibilità, disponibilità) e d'altra parte a non generare maggiori rischi (umani, ambientali, finanziari, ecc.)
2. L'insieme delle attività per la valutazione di questa attitudine
3. L'insieme delle persone incaricate di queste attività.

La sicurezza di funzionamento raggruppa le attività di valutazione dell'affidabilità, della manutenibilità, della disponibilità e della sicurezza (RAMS) di un'organizzazione, di un sistema, di un prodotto o di un mezzo. Queste valutazioni permettono, per confronto con gli obiettivi o in senso assoluto, di identificare le azioni di costruzione (o miglioramento) della sicurezza di funzionamento dell'entità. Queste valutazioni sono predittive e si basano essenzialmente su analisi induttive o deduttive degli effetti dei guasti, disfunzioni, errori di utilizzo o aggressioni all'entità.
Sicurezza di funzionamento è la traduzione dell'inglese Dependability, mentre RAMS (affidabilità, manutenibilità, disponibilità e sicurezza), è un acronimo che deriva dalla composizione di quattro parole inglesi: Reliability, Availability, Maintainability and Safety.
La sicurezza di funzionamento è un insieme di strumenti e di metodi che permettono, in tutte le fasi di vita di un prodotto, di assicurarsi che questo compia la missione per la quale è stato concepito, e ciò nelle condizioni di affidabilità, di manutenibilità, di disponibilità e di sicurezza ben definita. Lo SdF deve essere considerato tutto lungo il ciclo di vita del prodotto.

## L'affidabilità
È la probabilità che un componente o un sistema funzionino nell'intervallo di tempo [0,t] nelle condizioni specificate.

## L'affidabilità previsionale
L'affidabilità previsionale permette di prevedere l'affidabilità "a priori" di un componente, di un'attrezzatura, di un sistema. A tal fine si struttura, usando i modelli di probabilità matematica e di invecchiamento fisico, il comportamento di ogni costituente elementare. Questi modelli sono basati sull'esperienza e sulla realizzazione di prove mirate alla costruzione di modelli affidabilitstici. Nel caso dell'elettronica, esistono parecchie raccolte di modelli di predizione per i componenti elementari quali: resistenze, condensatori, circuiti integrati, ecc. Nell'elettronica i riferimenti bibliografici per una previsione di affidabilità dei componenti sono:
- La MIL-HDBK-217F - norma militare americana, concepita per stimare l'affidabilità delle attrezzature.
- La RDF2000 - raccolta di dati affidabili costruiti a partire da esperienze di Francia Telecom. Oggi, questa raccolta è stata trasformata in una norma denominata UTE 80-810.
- la FIDES - guida di affidabilità previsionale basata sulle esperienze effettuate da un consorzio degli industriali francesi.

Per i componenti non elettronici, esistono raccolte che contengono valutazioni su componenti elementari quali viti, paratoie, giunti, ecc. Si distingue per esempio:  
- OREDA (banca dati dedicata alle attrezzature utilizzate nell'industria petrolifera off-shore), i dati affidabilistici riguardano principalmente materiali elettromeccanici legati all'estrazione del petrolio: compressori, scambiatori, gruppi elettrogeni, distillatori, pompe, evaporatori, ecc.
- NPRD, banca dati utilizzata per i componenti non elettronici) :
- EIREDA: (banca dati affidabilistica basata su esperienze di società europee nel comparto della chimica), concerne i materiali elettromeccanici che consumano energia elettrica:  ventilatori, evaporatori, scambiatori, pompe, compressori, ecc.

I risultati dei calcoli ottenuti tramite queste raccolte, permettono di stimare il tasso di guasto dei sistemi elettronici, e non, con i quali supportare le analisi di RAMS, gli alberi di guasto, la FMECA, ecc.

## La manutenibilità
È l'attitudine di un'entità ad essere mantenuta o ripristinata nello stato di funzionamento antecedente una avaria. L'attitudine di un sistema di supporto a mantenere o a rimettere in funzione una entità del campo fa parte del dominio del cd Supporto Logistico Integrato (in inglese ILS, Integrated Logistic Support).

## La disponibilità
È la probabilità che un componente o un sistema siano in stato di marcia ad un dato istante t.

## La sicurezza
È l'attitudine di un prodotto a rispettare, durante tutte le fasi della sua vita, un livello accettabile di rischi di incidente, suscettibili di provocare un infortunio del personale o un maggiore degrado del prodotto o un degrado dell'ambiente circostante.